# Hüma Hatun
Hüma Hatun, död 1449, var gemål till den osmanske sultanen Murad II (regent 1421-1444 och 1446-1451) och mor till Mehmet II (regent 1444–1446 och 1451–1481).
Hon var en slav av europeiskt ursprung. Hennes ursprung har varit föremål för många spekulationer. Hon har föreslagits vara judinna, italiensk, grekisk eller sydslavisk. Eftersom hennes son talade flytande serbiska, förmodas teorin om att hon var från Serbien vara rimlig. Hon blev konkubin i Murads harem 1424. Mycket lite är känt om henne sedan hon anlände till haremet.